# زينا ووكر
زينا ووكر (بالإنجليزية: Zena Walker)‏ هي مصممة أزياء تقليدية وممثلة بريطانية، ولدت في 7 مارس 1934 في برمنغهام في المملكة المتحدة، وتوفيت في 24 أغسطس 2003 في Brockenhurst ‏ في المملكة المتحدة. من الجوائز التي نالتها جائزة توني لأفضل ممثلة بارزة في مسرحية ‏ سنة 1968.

## أعمال

### أفلام
- (1983) مصفف الشعر

## جوائز
- جائزة توني لأفضل ممثلة بارزة في مسرحية [الإنجليزية]‏ (1968)

## وصلات خارجية
- زينا ووكر على موقع IMDb (الإنجليزية)
- زينا ووكر على موقع قاعدة بيانات برودواي على الإنترنت (الإنجليزية)
- زينا ووكر على موقع ديسكوغز (الإنجليزية)
- زينا ووكر على موقع قاعدة بيانات الفيلم (الإنجليزية)